# Pristimantis galdi
Pristimantis galdi är en groddjursart som beskrevs av Jiménez de la Espada 1870. Pristimantis galdi ingår i släktet Pristimantis och familjen Strabomantidae. IUCN kategoriserar arten globalt som nära hotad. Inga underarter finns listade i Catalogue of Life.